# Sha'anba
Gli Sha'anba (in arabo  شعانبة‎?, Shaʿānba, in arabo maghrebino /šʕamba/), costituiscono un numeroso raggruppamento tribale arabo sulamita del Sahara settentrionale algerino.
Essi vivono attorno a Métlili, El-Golea, Wargla, El Oued e al Grande Erg Occidentale, inclusi Timimun e Béni Abbès  Mentre tradizionalmente essi sono nomadi specializzati nell'allevamento dei dromedari, molti si sono sedentarizzati nelle oasi nel corso del secolo scorso.
Nel 2008 si sono verificati gravi scontri tra i giovani Shaʿānba e i loro coetanei delle tribù mozabite delle oasi di  Berriane, a causa di danni causati da un fuoco d'artificio.
La palma da datteri è il più importante prodotto agricolo per gli Shaʿānba.